# Чеховская набережная (Таганрог)
Че́ховская набережная — городская набережная в Таганроге, построенная в 2010 году.

## География
Набережная расположена на берегу Таганрогского залива между бухтой Андреева Таганрогского металлургического завода и районом памятника «Вечная Слава павшим Героям» на улице Бабушкина. На набережной, между профилакторием «Тополь» и гостиницей «Приазовье», расположено устье малой реки Большая Черепаха.

## История
Чеховская набережная была построена в 2010 году в Таганроге усилиями Таганрогского металлургического завода.
В петровские времена в районе будущей Чеховской набережной, у устья реки Большая Черепаха, была построена трёхбастионная крепость «Черепаха». В XX веке территория крепости «Черепаха» была поглощена шлакоотвалами Таганрогского металлургического завода.
До строительства Чеховской набережной на этом участке береговой полосы располагались лишь берегоукрепительные и противооползневые сооружения.
Территория Чеховской набережной должна находиться в хозяйственном ведении Управления капитального строительства Администрации Таганрога. Но на март 2015 года, по информации Комитета по управлению имуществом города Таганрога, в ведение Управления капитального строительства набережная ещё не поступила.
В 2021 году администрация Таганрога объявила о своём намерении соединить Чеховскую и Пушкинскую набережные в целях усиления туристического потенциала города.

## На набережной расположены
- Памятник А. П. Чехову «Вишнёвый сад» (скульптор Д. В. Лындин, 2009)[6].
- Гостиница «Приазовье»[7].